# Гаркавенко Олександр
Гарка́венко Олександр  (1892, село Морозівка Катеринославської губернії — 19 вересня 1944, Варшава) — український атлет і борець. Здобув кілька разів титул майстра світу (вперше в Петербурзі у 1914). З 1920 року (за іншими даними з 1922 року) — на еміграції. Учасник багатьох турнірів і чемпіонатів зі спортивної боротьби у період між Першою й Другою світовими війнами, що проводилися у різних країнах Європи й в Америці. Здобув світове визнання, двічі був чемпіоном світу (1931, Гамбурґ; 1933, Берлін).

## Біографія
Олександр Гаркавенко народився 1892 року в селі Морозівка Катеринославської губернії. Почав займатися боротьбою, навчаючись у реальній школі міста Новочеркаськ (тепер Ростовської області РФ). Борцівську
кар'єру розпочав 1911 року на рингах Києва, Санкт-Петербурга, Москви, Катеринослава, Одеси й інших міст. Виступав у цирку. 1912 року (за іншими даними 1913 року) у Києві переміг відомого російського борця І. Заїкіна. 1913 року провів 3-годинний поєдинок з І. Піддубним, завершивши його внічию. Згодом виступав у С.-Петербурзі, переміг на чемпіонаті світу у Гельсинкі. 1917 у Києві переміг польського борця З. Циганєвича (старшого).
З встановленням більшовицької влади на території України, переїхав 1922 року до Польщі (за іншими даними перебував на еміграції з 1920 року). У 1923 році уклав п'ятирічний контракт і мешкав у США, де опановував американську вільну боротьбу. За цей період він провів більш як 200 переможних боїв із чемпіонами багатьох країн світу й лише у поєдинку з Е. Льюїсом зазнав поразки. На міжнародних змаганнях 1930-х років виступав під прапором Польщі. Здобув звання чемпіону світу у 1931 році на змаганнях у Гамбурзі й 1933 року на змаганнях у Берліні.
Олександр Гаркавенко трагічно загинув 19 вересня 1944 року у Варшаві.

## Виноски
1. 1 2 3 4 5 6 7 8 9 10 11 12   Труба Р. І. Спортивна діяльність Олександра Гаркавенка у висвітленні газети «Діло» (1927—1939). // Гілея: науковий вісник. — К. : "Видавництво «Гілея», 2019. — Вип. 150 (№ 11). Ч. 1. Історичні науки. — 158 с. — С. 138—140.
2. ↑  Наголос подано за: В. В. Драга (2006). Гаркавенко Олександр. Енциклопедія Сучасної України: електронна версія (онлайн). НАН України, НТШ. Архів оригіналу за 29 січня 2022. Процитовано 27 січня 2022.
3. 1 2 3 4  В. В. Драга (2006). Гаркавенко Олександр. Енциклопедія Сучасної України: електронна версія (онлайн). НАН України, НТШ. Архів оригіналу за 29 січня 2022. Процитовано 27 січня 2022.